# Rotheca cuneiformis
Rotheca cuneiformis là một loài thực vật có hoa trong họ Hoa môi. Loài này được (Moldenke) P.P.J.Herman & Retief mô tả khoa học đầu tiên năm 2002.